# Aksel Larsen
Pour les articles homonymes, voir Larsen.
Aksel Larsen, né le 5 août 1897 à Brændekilde (Danemark) et mort le 10 janvier 1972 à Frederiksberg (Danemark), est un homme politique danois membre de Social-démocratie, du Parti communiste puis du Parti populaire socialiste, ancien ministre et ancien député au Parlement (le Folketing).